# Поле высот
Поле высот (англ. Heightmap) — двумерный массив, каждый элемент которого интерпретируется как высота. Используется для визуализации данных научного характера, а также в программах для создания ландшафтов (Terrain), чтобы хранить информацию о высоте каждой точки местности. Используются также в технологии бамп-маппинга (bump mapping).
Рендеринг поля высот может быть ускорен при помощи современных средств аппаратного ускорения графики

## Программы
- Picogen — ПО для создания ландшафтов и полей высот
- Terragen — ПО для создания ландшафтов